# Tamanho do genoma
O tamanho do genoma refere-se à quantidade total de ADN contido numa cópia de um genoma. É tipicamente medido em termos de massa ou como o número total de pares de bases de nucleótidos (tipicamente em milhões de pares de bases ou megabases [abreviado Mb ou Mbp]).
Uma picograma (pg) equivale a 978 megabases (Mb). Em organismos diplóides, o tamanho do genoma é usado de igual maneira que o termo valor C. Interessantemente, a complexidade de um organismo não é directamente proporcional ao tamanho do genoma; alguns organismos unicelulares possuem muito mais ADN que os humanos.
As diferenças de tamanhos dos genomas ocorrem pelo acúmulo de elementos transponíveis que representam várias classes que se multiplicam e se mobilizam nos genomas eucarióticos e procarióticos. Esses elementos não codificam normalmente funções do organismo hospedeiro e podem ser considerados como unidades evolutivas relativamente independentes, algumas vezes vistos como comensais, mas outras vezes são vistos como mutualistas ou parasitas moleculares. Logo, não há uma relação entre tamanho de genomas e “complexidade biológica” e sim uma relação com a quantidade de elementos transponíveis. Assim, grande quantidade desses elementos podem gerar o DNA “entulho” que correspondem a segmentos repetitivos.

## Tabela de Referência
| Tipo de organismo | Organismo                           | Tamanho do genoma (Par de bases) | Nota                                                                              |
| ----------------- | ----------------------------------- | -------------------------------- | --------------------------------------------------------------------------------- |
| Vírus             | Bacteriophage MS2                   | 3.569                            | Primeiro sequenciamento de um genoma-RNA.                                         |
| Vírus             | SV40                                | 5.224                            | [ 2 ]                                                                             |
| Vírus             | Phage Φ-X174                        | 5.386                            | Primeiro sequenciamento de um genoma-DNA.                                         |
| Vírus             | Phage λ                             | 48.502                           |                                                                                   |
| Bactéria          | Haemophilus influenzae              | 1.830.000                        | Primeiro genoma de um organismo vivo, em julho de 1995.                           |
| Bactéria          | Carsonella ruddii                   | 160.000                          | O menor genoma de um organismo não-viral.                                         |
| Bactéria          | Buchnera aphidicola                 | 600.000                          |                                                                                   |
| Bactéria          | Wigglesworthia glossinidia          | 700.000                          |                                                                                   |
| Bactéria          | Escherichia coli                    | 4.600.000                        | [ 6 ]                                                                             |
| Ameba             | Amoeba dubia                        | 670.000.000.000                  | O maior genoma conhecido.                                                         |
| Planta            | Arabidopsis thaliana                | 157.000.000                      | Primeiro sequenciamento do genoma de uma planta, em dezembro de 2000.             |
| Planta            | Genlisea margaretae                 | 63.400.000                       | O menor genoma de planta com flores registrado, 2006.                             |
| Planta            | Fritillaria assyrica                | 130.000.000.000                  |                                                                                   |
| Planta            | Populus trichocarpa                 | 480.000.000                      | Primeiro sequenciamento do genoma de uma árvore, em setembro de 2006.             |
| Musgos            | Physcomitrella patens               | 480.000.000                      | Primeiro sequenciamento do genoma de uma briófita, em janeiro de 2008.            |
| Levedura          | Saccharomyces cerevisiae            | 12.100.000                       | [ 10 ]                                                                            |
| Fungo             | Aspergillus nidulans                | 30.000.000                       |                                                                                   |
| Nematódeos        | Caenorhabditis elegans              | 98.000.000                       | Primeiro sequenciamento do genoma de um animal multicelular, em dezembro de 1998. |
| Inseto            | Drosophila melanogaster (fruit fly) | 130.000.000                      | [ 12 ]                                                                            |
| Inseto            | Bombyx mori                         | 530.000.000                      |                                                                                   |
| Inseto            | Apis mellifera                      | 1.770.000.000                    |                                                                                   |
| Peixe             | Tetraodon nigroviridis              | 385.000.000                      | O menor genoma conhecido de um vertebrado.                                        |
| Mamífero          | Homo sapiens                        | 3.200.000.000                    |                                                                                   |
| Peixe             | Protopterus aethiopicus             | 130.000.000.000                  | O maior genoma conhecido de um vertebrado.                                        |

Nota: O DNA de uma única célula humana tem aproximadamente 1,8 metros de comprimento (porém com uma largura de aproximadamente 2,4 nanômetros).